# Plerogyra simplex
Plerogyra simplex är en korallart som beskrevs av Rehberg 1892. Plerogyra simplex ingår i släktet Plerogyra och familjen Euphyllidae. IUCN kategoriserar arten globalt som nära hotad. Inga underarter finns listade i Catalogue of Life.